# Мачерет, Юрий Яковлевич (архитектор)
Ю́рий Я́ковлевич Мачере́т (30 декабря 1915 — 8 сентября 2003) — советский архитектор, участник Великой Отечественной войны. Брат архитектора А. Я. Мачерета.

## Биография
Родился в Санкт-Петербурге. Окончил Ленинградский инженерно-строительный институт (ЛИСИ) в 1938 году.
В июле 1941 года призван в ряды Красной армии и распределён в 1-й стрелковый полк, откуда был направлен в Военно-инженерную академию. После её окончания служил в 2-й гвардейской мото-штурмовой инженерно-сапёрной бригаде, участвовал в боевых операциях 3-го Белорусского фронта, окончил службу в ноябре 1945 года в звании гвардии капитан.
В 1947 году окончил Академию художеств. Главным образом занимался проектированием жилых и общественных зданий, большинство его построек выполнены в характерном для послевоенной эпохи стиле Сталинский ампир.
Похоронен на Кладбище Памяти жертв 9-го января в Санкт-Петербурге.

## Избранные постройки в Ленинграде

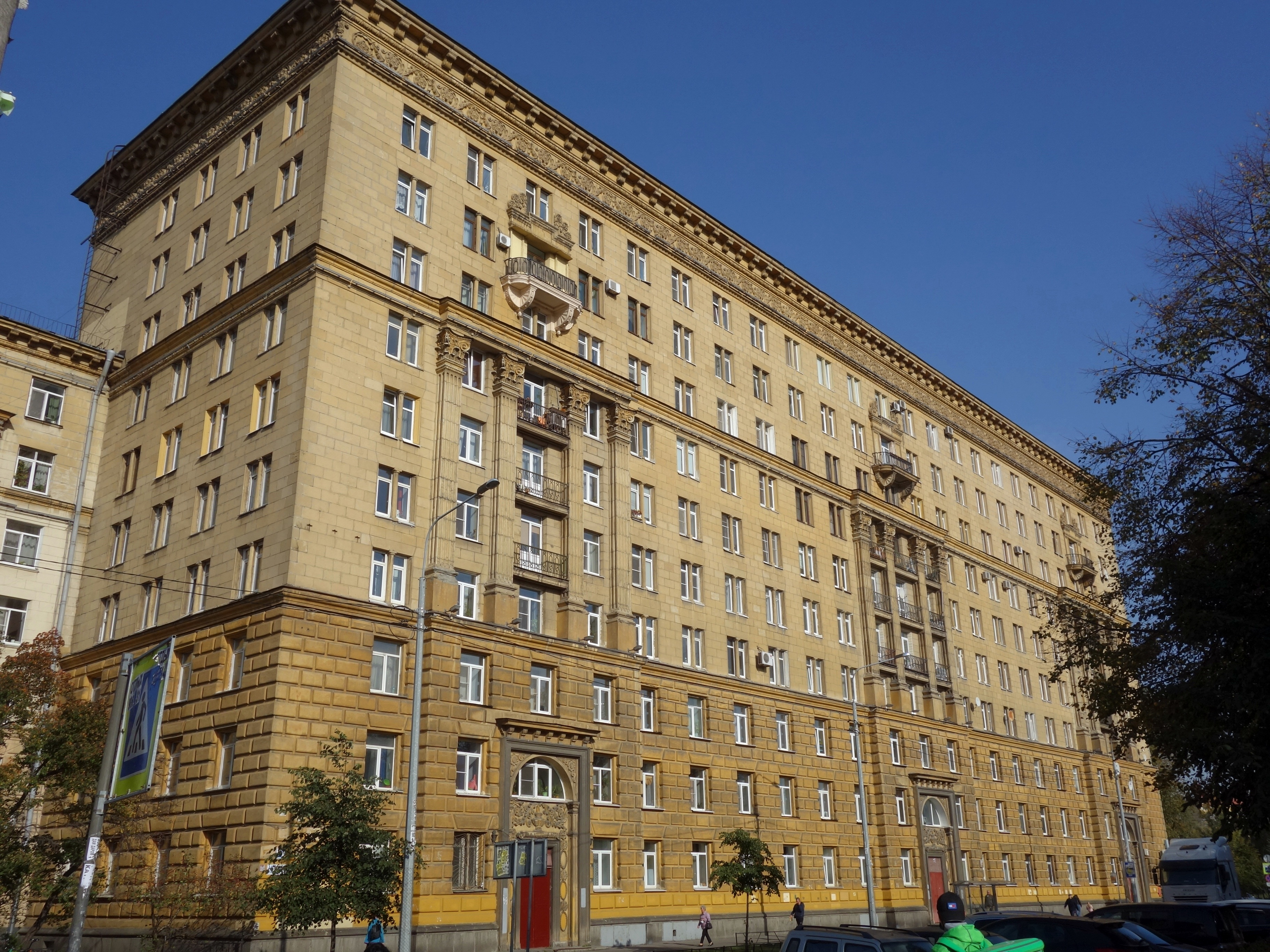
ул. Автовская, 2

- Школа на Невском проспекте, 14 (совместно с Б. Р. Рубаненко, 1930-е);
- Жилой дом для рабочих Кировского завода на проспекте Стачек, 16-18 (совместно с В. А. Каменским, 1949—1950);
- Жилые здания № 67, 77 и 96 на проспекте Стачек для рабочих и инженеров Кировского завода (совместно с В. А. Каменскими Г. Л. Ашрапян, 1949—1950);
- Жилой дом на Автовской улице, 2 (совместно с В. А. Каменскими, 1957);
- Архитектурная часть памятников И. И. Газа на проспекте Стачек, 72 (1963), и А. А. Кондратьеву в сквере на Арсенальной улице (1958). Скульптор Г. Д. Гликман;
- Застройка северной стороны Ленинского проспекта: шесть корпусов с магазинами (здания 120—136, совместно с В. А. Каменским, 1960-е)[5].

## Награды
- орден Красной Звезды (10 августа 1944)[7];
- орден Отечественной войны II степени (28 апреля 1945)[8];
- медаль «За оборону Москвы» (1 мая 1945)[9];
- медаль «За победу над Германией в Великой Отечественной войне 1941—1945 гг.» (9 мая 1946)[10];
- медаль «За взятие Кенигсберга» (9 июня 1945)[11];
- орден Отечественной войны II степени (6 апреля 1985)[12];